# Атомик Китън
Атомик Китън (на английски: Atomic Kitten) е британска момичешка поп група от Ливърпул. Основана е през 1998. Състои се от Лиз Маккларнън, Наташа Хамилтън и Джени Фрост, като последната заменя Кери Катона през януари 2001 г. Първият сингъл на триото носи името „Right Now“ и излиза през декември 1999, нареждайки се сред първите десет в британската класация.
Триото има 17 песни, 3 от които са номер едно. Имат издадени шест албума.

## История

### Създаване и Right Now
След възходите и паденията на групи, като Тейк Дет, Спайс Гърлс и Бойзоун, във Великобритания се ражда още една поп банда с намерение да плени сърцата и умовете – Атомик Китън. Групата е основана прз 1998 г. от Анди МакКлъски, член на бандата от 1980-те Orchestral Manoeuvres in the Dark. Първоначално групата се е нарича Honeyhead, но по-късно е преименувана на Automatic Kitten (по името на дизайнера на групата) и е съкратено на Atomic Kitten. Оригиналният състав включва Хайди Рейндж (член на Шугабейбс), но Рейндж напуска групата през 1999, а на нейно място се присъединява Наташа Хамилтън.
Първият сингъл на групата „Right Now“ излиза през декември 1999 г., достигайки върхови места в класациите. След първоначалния успех, Атомик Китън правят турне в Азия, а по същото време записват песента „Cradle“. През март 2000 година издават следващият сингъл „See Ya“ който достига до 6 място във Великобритания. През юни излиза сингълът „I Want Your Love“ който се задържа на 10-о място също като дебютния им сингъл. През октомври издават следващият си сингъл „Follow Me“ който се изкачва до 20-о място. През същия месец излиза и дебютният им албум „Right Now“. Той не се радва на особена популярност въпреки че достига първо място в родината им. През януари 2001 г. издават сингъла „Whole Again“ която се превръща в първия хит на групата. По същото време Кери Катона напуска групата (омъжва се за приятеля си Брайън МакФадън от „Уестлайф“), а на нейно място застава Джени Фрост (бивш член на групата Прешъс), като клипът към песента е заснет и с нейното участие и в американската версия на клипа. Следващият сингъл „Eternal Flame“, който е кавър-версия на хита на Бенгълс от 1989 г., също става хит номер едно. През август „Right Now“ е преиздаден като дебютната им песен е с вокалите на Фрост. През ноември е издаден и последният сингъл от албума „You Are“.

### Feels So Good
След този успех излиза вторият албум „Feels So Good“. Първият сингъл е „It’s OK“ и е издаден в Южна Африка. Песента се представя добре в класациите, запазвайки третата позиция. Следващият сингъл „Tide Is High (Get This Feeling)“ е преработка на песента, издадена през 1965 г. от The Paragons и се превръща в третия и последен техен номер 1 хит във Великобритания. През септември излиза и вторият студиен албум „Feels So Good“ който също се представя добре в класациите. През ноември излиза третият сингъл от албума „The Last Goodbye“ който достига до 2-ро място. През март 2003 издават и последния сингъл от албума „Love Doesn't Have to Hurt“, който се задържа на четвърто място.

### Ladies Night
През ноември 2002 г. освен излизането на „The Last Goodbye“ излиза още един сингъл „Be with You“, който се очаква да влезе в предстоящия трети студиен албум и също достига 2 място. През август 2003 г. групата идва България заедно с Дани Миноуг и Симпъл Майндс за концерт организиран от M-tel, а през октомври излиза вторият сингъл от албума „If You Come to Me“ останал на трета позиция. През ноември същата година излиза и третият студиен албум „Ladies Night“ който се задържа на пета позиция. През декември излиза заглавната песен „Ladies' Night“, която е кавър на Kool and the Gang от 1979 г. Песента се задържа на осмо място. През март 2004 г. издават и последния сингъл от албума „Someone Like Me“, който се задържа на същата позиция в класациите.

### Разпадане и реформиране
Кариерите им се развиват добре, но на 23 януари 2004 г. Наташа Хамилтън напуска групата, тъй като иска да отдели повече време на сина си. Последните сингли на групата са „Right Now 2004“ който се задържа до осмо място и „Cradle 2005“ който се изкачва до 10-о място и „All together now“, след което Джени Фрост и Лиз МакЛарнън започват соло кариери.
През 2008 г. се събира отново и издават сингъла „Anyone Who Had A Heart“, който няма успех във Великобритания.

### Реформиране
През 2012 г. съставът на групата се реформира като вместо Джени на нейно място се завръща оригиналният член Кери Катона, след което напуска групата отново в края на 2017 г. През юли 2021 г. Фрост се завръща за кратко в групата, а през същия месец излиза и римейк на най-големият хит на групата „Whole Again“ озаглавен „Southgate You're the One“. През октомври 2024 г. Наташа обявява че напуска, за да се съсредоточи върху соло проекти и така групата се разпада отново.

## Дискография

### Студийни албуми
- Right Now (2000)
- Feels So Good (2002)
- Ladies Night (2003)

### Компилации
- Atomic Kitten (2003)
- Greatest Hits (2004)
- The Collection (2005)

### Видео албуми
- So Far So Good (2001)
- Right Here, Right Now (2002)
- Be with Us (A Year With...) (2003)
- The Greatest Hits Live at Wembley Arena (2004)

### Сингли
- „Right Now“ (1999)
- „See Ya“ (2000)
- „I Want Your Love“ (2000)
- „Follow Me“ (2000)
- „Whole Again“ (2001)
- „Eternal Flame“ (2001)
- „You Are“ (2001)
- „It's OK!“ (2002)
- „The Tide Is High (Get the Feeling)“ (2002)
- „The Last Goodbye“ (2002)
- „Be with You“ (2002)
- „Love Doesn't Have to Hurt“ (2003)
- „If You Come to Me“ (2003)
- „Ladies' Night“ (2003)
- „Someone Like Me“/Right Now 2004" (2004)
- „Cradle“ (2005)
- „All together now“ (2006)
- „Anyone Who Had A Heart“ (2008)
- „Southgate You're the One“ (2021)

### Промоционални сингли
- „Cradle“ (2000)

## Турнета

### Самостоятелни
- „Right Here, Right Now Live! Tour“ (2001 – 2002)
- „Be With Us Tour“ (2003)
- „Greatest Hits Tour“ (2004)

### Съвместни
- „Smash Hits Tour“ (2000 – 2001)
- „The Big Reunion“ (2013)
- „The Hits Tour“ (2014 – 2016)
- „The Pop Tour“ (2017 – 2019)
- „90s Baby Pop Tour“ (2022 – 2023)